# Александар Лукић
Александар Лукић (Мишљеновац, 6. август 1957) је српски песник.

## Биографија
Рођен је 6. августа 1957. године у Мишљеновцу. Основну школу је похађао у родном месту и Турији. Средњу школу је завршио у Кучеву, а дипломирао је на Факултету политичких наука у Београду.
Почео је да пише и објављује као студент уз старијег брата Мирослава. Песме објављује у београдској Књижевној речи. Књижевна омладина Србије му објављује прву књигу песама „У вагону Розанова“, за коју је добио Бранкову награду. Прочуо се по песми „Пољска муштикла“, због које су својевремено биле расписане политичке потернице.
Лукић живи и ради у Пожаревцу, као директор у Центру за културу и уредник Едиције БРАНИЧЕВО.
Са старијим братом Мирославом Лукићем основао је Алманах за живу традицију, књижевност и алхемију, који је излазио кратко (1998). Уређивао је часопис „Браничево“ у два наврата (1994-1995, и од 2008). Александар Лукић је, у едицији коју уређује последњих неколико година, објавио велики број наслова из различитих области књижевности и културе. Као песник је превођен на румунски, француски и енглески језик

## Књижевне награде
Лукић је добио следеће књижевне награде:
- Бранкова награда,
- „Срба Митић“,
- Награда Дрво живота,
- Амблем тајног писма света (за целокупно стваралаштво),
- Награда Ленкин прстен, Србобран, 2008. за најлепшу љубавну песму написану на српском језику
- Драинчеву награду (2010)